# Olympische Sommerspiele 2012/Teilnehmer (Sierra Leone)
| Gelbes Symbol für Goldmedaillen mit stilisierten Olympischen Ringen | Graues Symbol für Silbermedaillen mit stilisierten Olympischen Ringen | Braundes Symbol für Bronzemedaillen mit stilisierten Olympischen Ringen |
| ------------------------------------------------------------------- | --------------------------------------------------------------------- | ----------------------------------------------------------------------- |
| —                                                                   | —                                                                     | —                                                                       |

Sierra Leone nahm in London an den Olympischen Spielen 2012 teil. Es war die insgesamt zehnte Teilnahme an Olympischen Sommerspielen.
Fahnenträgerin bei der Eröffnungsfeier war die Leichtathletin Ola Sesay.

## Teilnehmer nach Sportarten

### Leichtathletik
Laufen und Gehen
| Athleten      | Wettbewerb | Vorlauf | Vorlauf | Halbfinale | Halbfinale | Finale | Finale | Rang |
| Athleten      | Wettbewerb | Zeit    | Rang    | Zeit       | Rang       | Zeit   | Rang   | Rang |
| ------------- | ---------- | ------- | ------- | ---------- | ---------- | ------ | ------ | ---- |
| Männer        |            |         |         |            |            |        |        |      |
| Ibrahim Turay | 200 m      | 21,90 s | 8       | –          | –          | –      | –      | 51   |

Springen und Werfen
| Athleten  | Wettbewerb | Qualifikation | Qualifikation | Finale     | Finale | Rang |
| Athleten  | Wettbewerb | Weite/Höhe    | Rang          | Weite/Höhe | Rang   | Rang |
| --------- | ---------- | ------------- | ------------- | ---------- | ------ | ---- |
| Frauen    |            |               |               |            |        |      |
| Ola Sesay | Weitsprung | 6,22 m        | 12            | –          | –      | 23   |